# Das entschwundene Land
Das entschwundene Land (schwedisch Samuel August från Sevedstorp och Hanna i Hult) ist ein Buch von Astrid Lindgren und erzählt die Liebesgeschichte ihrer Eltern Samuel August Erikson und Hanna Jonsson.

## Inhalt
Als Samuel August dreizehn Jahre alt ist verliebt er sich in die neunjährige Hanna. Kurz darauf verlässt Samuel August die Schule und sieht Hannah zunächst nicht wieder. Bis er achtzehn ist, soll Samuel August als Knecht arbeiten. Doch eines Tages wird der Pfarrhof Näs bei Vimmerby zur Pacht angeboten und obwohl es zunächst mit einigen Schwierigkeiten verbunden ist, wird Samuel August zum neuen Pächter des Pfarrhofs. In den nächsten Jahren trifft Samuel Hanna nur selten und zufällig. Im Alter von 25 beobachtet Samuel August Hanna auf einem Wiesenfest. Doch er traut sich nicht sie anzusprechen. So viele Männer sind an Hanna interessiert und Samuel August kann nicht glauben, dass sie sich für ihn entscheiden könnte. Auf einer Hochzeit erkennt Hanna, dass Samuel August in sie verliebt ist und schlägt Samuel August vor, mit ihr spazieren zu gehen. Hanna verspricht ihm ein Monogramm auf seinen Hut zu sticken. Nachdem einige Monate vergangen sind und Samuel August Hanna nicht mehr gesehen hat, schreibt Samuel August Hanna einen Brief. Hanna antwortet, aber es bleibt bei einem Briefwechsel, bis Samuel August Hanna unverhofft in Vimmerby wieder trifft und mit ihr einen Tee trinkt. Später fragt er Hanna auf einem Spaziergang, ob sie nicht zusammenleben könnten. Darauf antwortet Hanna, dass sie beide das nicht allein entscheiden könnten, aber sie gibt Samuel August immerhin den ersten Kuss. Vor der Hochzeit am 30. Juni 1905 zaudert Hanna noch ein wenig, geht dann aber die Ehe mit Samuel August ein. Als Samuel August seine Ehefrau vierzehn Tage später nach Näs holt, sollen diese noch 56 Jahre lang zusammen dort wohnen. So lange er lebt erwähnt Samuel August noch täglich, wie sehr er seine Hanna liebt.

## Hintergrund
Das Buch erzählt die Liebesgeschichte von Astrid Lindgrens Eltern. In Schweden wurde das Buch erstmals 1975 von Rabén & Sjögren unter dem Titel Samuel August från Sevedstorp och Hanna i Hult veröffentlicht. In Deutschland erschien es zwei Jahre später beim Oetinger Verlag. Übersetzt wurde das Buch von Anna-Liese Kornitzky.
Im deutschsprachigen Raum wurde das Buch auch als Sprachlernbuch herausgebracht, um die schwedische Sprache zu lernen. In dieser Version des Buches ist die Geschichte auf Schwedisch geschrieben. Neben dem Text gibt es deutsche Vokabelhilfen, in welchen die schwierigen Wörter, auf Deutsch übersetzt, stehen. Außerdem gibt es Aufgaben zum Buch. In dieser Ausgabe des Buches ist jedoch nur das Kapitel Samuel August från Sevedstorp och Hanna i Hult zu finden, sämtliche andere Kapitel sind nicht in diesem Buch enthalten.
Außerdem wurde die Geschichte Samuel August från Sevedstorp och Hanna i Hult in Deutschland auch als Hörbuch unter dem Titel Das entschwundene Land herausgebracht. In Schweden wurde das Hörbuch von Astrid Lindgren persönlich gelesen.
1999 wurde das Buch in Schweden zur Liebesgeschichte des Jahrhunderts gewählt.

## Deutsche und schwedische Version
Die deutsche Version des Buches unterscheidet sich stark von der schwedischen Originalvorlage. Vier Kapitel aus der schwedischen Originalvorlage wurden nicht übersetzt. Dafür gab es zwei neue Kapitel, die ausschließlich in der deutschen Auflage veröffentlicht wurden. Diese hießen Wo kommen nur die Einfälle her und Das grenzenloseste aller Abenteuer. Das Kapitel Wo kommen nur die Einfälle her wurde bereits 1972 im Oetinger Almanach Nummer 10 veröffentlicht. Das schwedische Kapitel Luise Justine Mejer : en kärlekshistoria från 1700-talets Tyskland wurde in Schweden 2015 von Novelix als einzelnes Buch herausgebracht. Das Kapitel Luise Justine Mejer: en kärlekshistoria från 1700-talets Tyskland wurde nicht auf Deutsch übersetzt, genauso wenig, wie die Kapitel Andrew Peterson - en svensk pionjär i Amerika, Har boken en framtid? und Finns det olika träd.
| Deutsche Version                                         | Schwedisches Original                                                         |
| -------------------------------------------------------- | ----------------------------------------------------------------------------- |
| Samuel August von Sevedstorp und Hanna in Hult           | Samuel August från Sevedstorp och Hanna i Hult                                |
| Das entschwundene Land                                   | Minnes....                                                                    |
| Es begann in Kristins Küche                              | Det började i Kristins kök                                                    |
| Kleines Zwiegespräch mit einem künftigen Kinderbuchautor | Litet samtal med en blivande barnboksförfattare                               |
| -                                                        | Har boken en framtid?                                                         |
| -                                                        | Finns det olika träd                                                          |
| -                                                        | Andrew Peterson - en svensk pionjär i Amerika                                 |
| -                                                        | Luise Justine Mejer: en kärlekshistoria från 1700-talets Tyskland             |
| Das grenzenloseste aller Abenteuer                       | [Det gränslösaste äventyret (erschienen in Sparbankes Fina Jultidning, 1977)] |
| Wo kommen nur die Einfälle her?                          | -                                                                             |

## Ausgaben

### Buch
- Samuel August från Sevedstorp och Hanna i Hult (1975), schwedische Originalausgabe
- Das entschwundene Land, Oetinger

### Hörbuch
- Das entschwundene Land, gelesen von Gisela Trowe. 1 CD. Oetinger Audio. Gekürzte Lesung, ISBN 978-3-8373-0180-9